# Symfonie nr. 18 (Brian)
Havergal Brian werkte aan zijn Symfonie nr. 18 in het voorjaar van 1961. Hij werkte er vier à vijf maanden aan.
Brian leverde in de jaren van 1957 tot en met 1961 acht symfonieën af. Het merendeel daarvan bestond uit slechts één deel, maar deze achttiende kreeg drie delen:
1. Allegro moderato
2. Adagio poco
3. Allegro e marcato sempre – Lento marcia e sostenuto molto e pesante – Allegro.

## Uitvoeringen
Het opvallende aan dit werk is dat het al binnen een jaar op de lessenaars stond voor een publieke uitvoering. Bryan Fairfax gaf op 26 februari 1962 leiding aan het Polyphonia Orchestra. Het bracht de uitvoeringen niet echt op gang, want tot 2016 stond het maar vier keer elders op de lessenaar, waarvan eenmaal voor onderstaande plaatopname.   

## Orkestratie
- 2 dwarsfluiten (II ook piccolo); 2 hobo's (II ook althobo), 23 klarinetten (II ook basklarinet), 2 fagotten (II ook  contrafagot);
- 4 hoorns, 2 trompetten, 3 trombones, tuba; eufonium
- pauken, percussie (van tamboerijn tot grote trom), 1 harp;
- violen, altviolen, celli, contrabassen.

Symfonie nr. 1 "Gotische"  · 2 · 3 · 4 · 5 · 6 · 7 · 8 · 9 · 10 · 11 · 12 · 13 · 14 · 15 · 16 · 17 · 18 · 19 · 20 · 21 · 22 · 23 · 24 · 25 · 26 · 27 · 28 · 29 · 30 · 31 · 32